# Margonin (gmina)
Margonin est une gmina mixte du powiat de Chodzież, Grande-Pologne, dans le centre-ouest de la Pologne. Son siège est la ville de Margonin, qui se situe environ 13 km à l'est de Chodzież et 64 km au nord de la capitale régionale Poznań.
La gmina couvre une superficie de 122 km2 pour une population de 6 353 habitants en 2004.

## Géographie

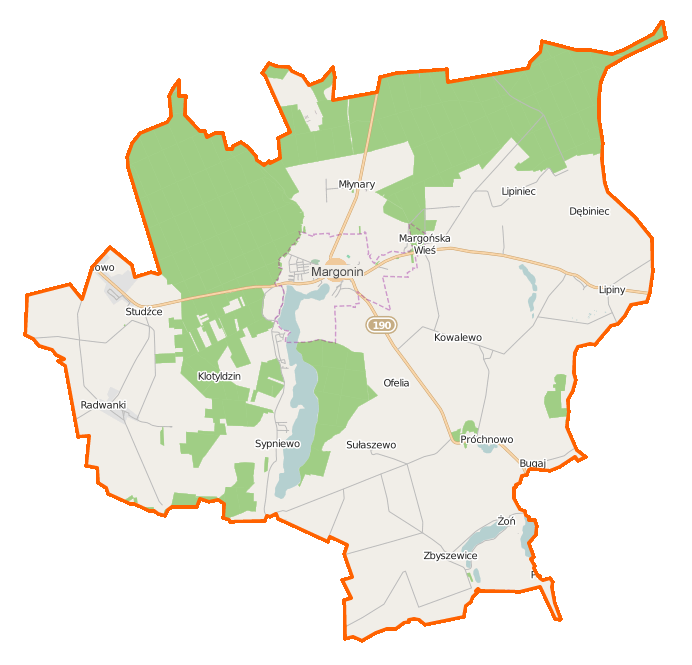
Plan de la gmina.

Outre la ville de Margonin, la gmina inclut les villages de:
- Adolfowo
- Bugaj
- Kowalewo
- Lipiniec
- Lipiny
- Margońska Wieś
- Młynary
- Próchnowo
- Radwanki
- Studźce
- Sułaszewo
- Sypniewo
- Zbyszewice

### Gminy voisines
La gmina de Margonin est bordée des gminy de:
- Budzyń
- Chodzież
- Gołańcz
- Szamocin
- Wągrowiec

## Structure du terrain
D'après les données de 2002, la superficie de la commune de Margonin est de 122 km², répartis comme tel :
- terres agricoles : 61%
- forêts : 31%

La commune représente 17,93% de la superficie du powiat.

## Démographie
Données du 30 juin 2004 :
| description        | Total  | Total | Femmes | Femmes | Hommes | Hommes |
| ------------------ | ------ | ----- | ------ | ------ | ------ | ------ |
| Unité              | Nombre | %     | Nombre | %      | Nombre | %      |
| population         | 6 353  | 100   | 3 060  | 48,2   | 3293   | 51,8   |
| Densité (hab./km²) | 52,1   | 52,1  | 25,1   | 25,1   | 27     | 27     |